# Louis Sullivan

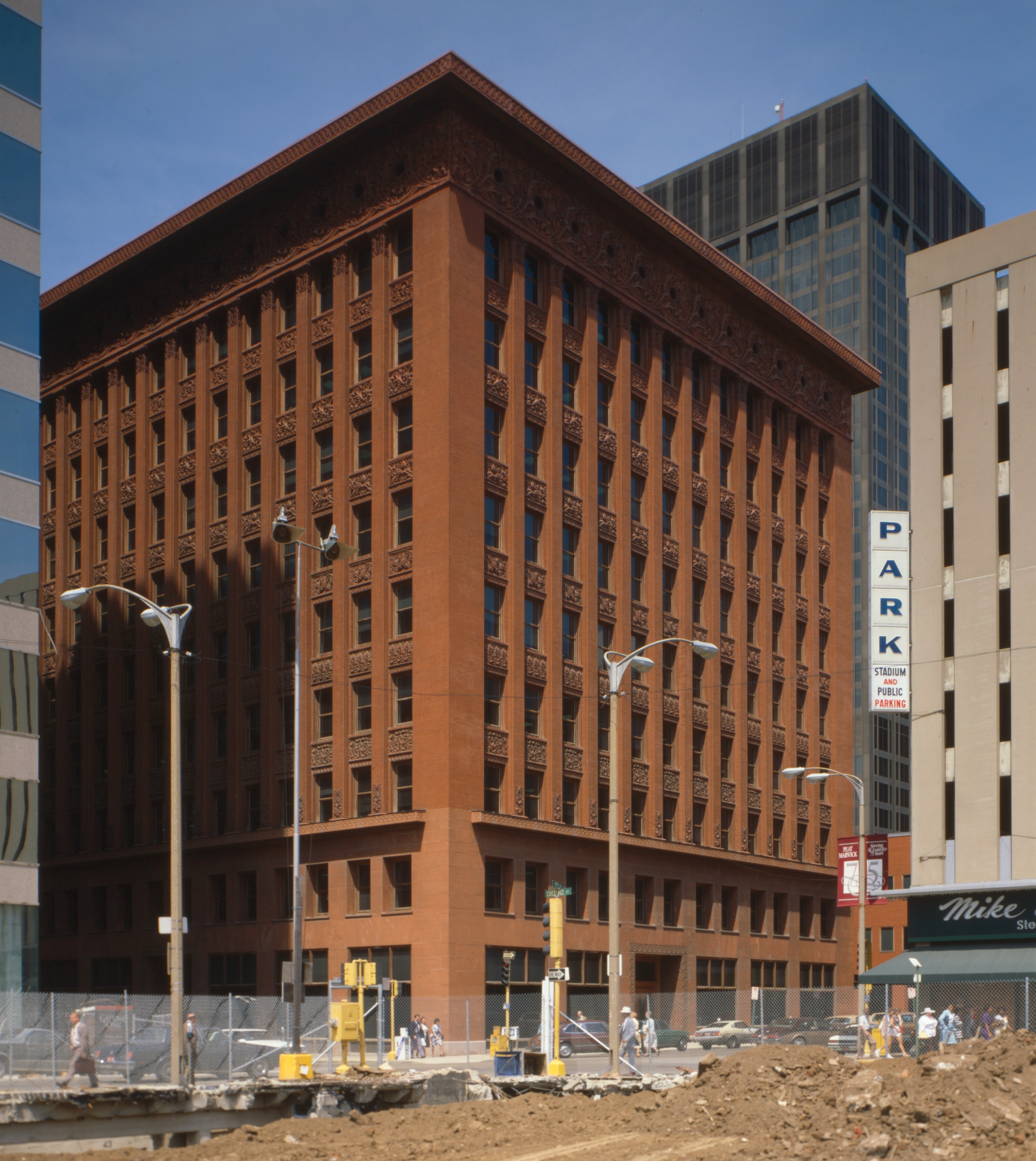
Wainwright building, St. Louis

Louis Sullivan (teljes nevén: Louis Henri Sullivan, rövidítve: L. H. Sullivan; Boston, 1856. szeptember 3. - Chicago, 1924. április 14.) amerikai építész, építészeti szakíró, az acélvázas építészeti konstrukció továbbfejlesztője.

## Jelentősége
Zöldy Emil írta róla 1946-ban: 

„Louis Sullivan középületeit általában a tiszta szerkezeti hatás és átgondoltság jellemzi. Ő már akkor tudott higgadtan, tisztán szerkezetileg gondolkodni, amikor még Európa stílus-orgiákban élte ki magát. Ebben megelőzte Európát. Lajta Béla a nagy magyar építőművész is hasonló utakon járt, azonban korai halála művészetének teljes kifejlődését megakadályozta. Louis Sullivan tiszta szerkezeti gondolkodása képezi a később kifejlődött felhőkarcoló építészet alapját.”

## Életpályája
A Massachusetts Institute of Technologyban, a páizsi École des Beaux-Artsban és különféle építészeti irodákban tanult. 1881-ben társult Chicagóban David Adler  építésszel és résztulajdonosa lett az Adler és Sullivan cégnek. 

## Művei
- Chicago, Auditorium (D. Adlerrel), 1887 - 1889 (operaház)
- Chicago, Carson, Pirie és Scott áruház
- St. Louis, Wainwright Building
- Chicago, Gage Building

## Könyvei
- Inspiration, Chicago, 1886.
- The Autobiography of an Idea, New York, 1924.
- A System of Architectural Orrnament, New York, 1924.